# Shorea induplicata
Shorea induplicata là một loài thực vật thuộc họ Dipterocarpaceae. Loài này có ở Indonesia và Malaysia.